# 印度尼西亚标准时间
印度尼西亚群岛地理上延伸跨越4个时区，从亚齐的UTC+6到巴布亚的UTC+9。但是，印度尼西亚政府只承认其领土上的3个时区：
- 印度尼西亚西部时间—较格林威治标准时间提前7小时（UTC+7）
- 印度尼西亚中部时间—较格林威治标准时间提前8小时（UTC+8）
- 印度尼西亚东部时间—较格林威治标准时间提前9小时（UTC+9）

西部时区和中部时区之间的界线是从爪哇岛和巴厘岛之间向北延伸、然后穿过加里曼丹岛中部的一条线。中部时区和东部时区之间的界线则是从帝汶岛东端向北连接到苏拉威西岛东端的线。
由于位于热带地区，现在几乎全印尼都没有使用夏时制。唯一非官方的例外是中加里曼丹省北巴里托县的麻拉特韦和麻拉伊努，非正式的使用印度尼西亚西部时间的夏时制。

## 当前使用
在印度尼西亚，标准时间分为三个时区：

### 印度尼西亚西部标准时间
印度尼西亚西部标准时间（英语：Indonesia Western Standard Time，缩写为IWST，缩写为WIB）（UTC+07:00）在以下地区使用：
- 苏门答腊岛上的所有省份和周围岛屿，主要城市有：班达亚齐、棉兰、巴东、北干巴魯、巨港、占碑、巴淡和班达楠榜。
- 爪哇岛上的所有省份，主要城市有：雅加达、茂物、万隆、三宝垄、日惹、苏拉卡尔塔、泗水和玛琅。
- 加里曼丹岛上的两个省：西加里曼丹省和中加里曼丹省。主要城市有：坤甸、帕朗卡拉亚和桑皮特。麻拉特韦和麻拉伊努非正式的使用西部标准时间的夏时制，与印度尼西亚中部标准时间相同。

此标准时间内的时区信息数据库识别码为“亚洲/雅加达”和“亚洲/坤甸”。

### 印度尼西亚中部标准时间
印度尼西亚中部标准时间（英语：Indonesia Central Standard Time，缩写ICST，缩写WITA）（UTC+08:00）在以下地区使用：
- 苏拉威西岛上的所有省份，主要城市有：望加锡、万鸦老、帕卢、肯达里和哥伦打洛。
- 小巽他群岛的所有省份，主要城市有：登巴萨、马塔兰和古邦。
- 加里曼丹岛上的三个省：北加里曼丹省、东加里曼丹省和南加里曼丹省，主要城市有：巴厘巴板、马辰、三马林达和打拉根。

此标准时间内的时区信息数据库识别码为“亚洲/望加锡”。

### 印度尼西亚东部标准时间
印度尼西亚东部标准时间（英语：Indonesia Eastern Standard Time，缩写IEST，缩写WIT）（UTC+09:00）在以下地区使用：
- 马鲁古群岛的所有省份，主要城市有：安汶、图阿尔、特尔纳特和蒂多雷。
- 西巴布亚的所有省份，主要城市有：查亚普拉、索龙、马诺夸里、蒂米卡和马老奇。

此标准时间内的时区信息数据库识别码为“亚洲/查亚普拉”
依1987年第41号总统令（Keputusan Presiden No. 41 tahun 1987），以上标准时间自1988年1月1日起执行。在此之前，依1963年第243号总统令（Keputusan Presiden No. 243 tahun 1963），1964年1月1日起西加里曼丹省和中加里曼丹省使用印尼中部标准时间，巴厘省使用印尼西部标准时间。

## 曾经使用
在殖民时代至独立初期，印度尼西亚（荷属东印度）时间被规定如下：

### 1932年印度尼西亚标准化时间
- 北苏门答腊时间（Northern Sumatra Time，简拼NST）（UTC+06:30）在亚齐、巴东和棉兰等地使用。
- 中和南苏门答腊时间（Central and Southern Sumatra Time，简拼CSST）（UTC+07:00）在明古鲁、巨港和楠榜等地使用。
- 爪哇、巴厘和婆罗洲时间（Java, Bali, and Borneo Time，简拼JBBT）（UTC+07:30）在爪哇、巴厘、马都拉和加里曼丹使用。
- 西里伯斯时间（Celebes Time，简拼CBT）（UTC+08:00）在苏拉威西岛和努沙登加拉群岛使用。
- 摩鹿加时间（Moluccan Time，简拼MCT）（UTC+08:30）在特尔纳特、楠勒阿、安汶、索菲菲和班达等地使用。
- 西伊里安时间（West Irian Time，简拼WIT）（UTC+09:00）在西伊里安地区使用，在1932年11月1日到1944年8月31日间使用[4]。
  - 荷属新几内亚时间（Dutch New Guinea Time，简拼DGT）（UTC+09:30），从1944年9月1日到1963年12月31日、在名称叫荷属新几内亚时的西伊里安地区使用，因为荷兰仍然把持着西伊里安地区[4]。

1948年5月1日到1950年5月1日，雅加达曾使用夏时制。夏令时的偏移量为UTC+08:00。
除特别说明者，以上时间自1932年11月1日开始使用，到1942年3月22日为止，然后1945年9月23日起再次使用，1963年12月31日停用。
日占时期，为了日本在印度尼西亚的军事行动的有效性，从1942年3月23日到1945年9月22日，除西伊里安之外的印度尼西亚所有地区使用日本标准时间（Japan Standard Time，简拼JST）（UTC+09:00）。

## 单一时区的建议
| 时间          | 事件 |
| ------------- | --- |
| 2012年3月12日 | 经济统筹部长哈达·拉加萨被采访时说：“据研究，使用单一时区，国家可以削减数万亿印尼盾的开支”                                                                                 |
| 2012年5月26日 | 2012年5月26日《雅加达邮报》报道，可能将于2012年10月28日开始使用UTC+08:00一个单一时区                                                                                      |
| 2012年7月30日 | 2012年7月30日报道仍在议程上 |
| 2012年8月31日 | 《雅加达环球报》2012年8月31日报道，一个时区的提议现在被搁置，印度尼西亚经济发展委员会（KP3EI）指出，他们需要至少3个月的时间来沟通和规划变革，因此可能在2013年使用单一时区 |
| 2013年1月30日 | 一位副部长说，使用单一时区的想法在错过了两个目标日期之后就被放弃了：8月17日（独立日）和2012年10月28日（青年誓言日）                                                       |
| 2013年2月9日  | 之后哈达·拉加萨部长说单一时区的意向并没有被放弃，只是没有具体实施的日期                                                                                                   |

## 时区信息数据库
时区信息数据库位于印度尼西亚的识别码共有四个：
- 亚洲/雅加达（英语：Asia/Jakarta）
- 亚洲/坤甸（英语：Asia/Pontianak）
- 亚洲/望加锡（英语：Asia/Makassar）
- 亚洲/查亚普拉（英语：Asia/Jayapura）

## 资料来源
1. ↑  Soeharto, Letnan Jendral.  (PDF). Keputusan Presiden No. 41 tahun 1987 - BAPPENAS. BAPPENAS. 1987-11-26  [2016-04-09]. （原始内容 (PDF)存档于2016-04-20）.
2. ↑  VIVA.co.id, PT. VIVA MEDIA BARU -. . bisnis.news.viva.co.id.   [2016-04-09]. （原始内容存档于2016-04-25）.
3. ↑  .   [2017-07-07]. （原始内容存档于2016-03-04）.
4. 1 2  . www.timeanddate.com.   [2016-04-09]. （原始内容存档于2019-05-16）.
5. 1 2  . timeanddate.com. （原始内容存档于2020-12-16）.
6. ↑  . The Jakarta Post. 2012-03-12. （原始内容存档于2012-05-20）.
7. ↑  . The Jakarta Post. 2012-05-26. （原始内容存档于2016-03-04）.
8. ↑  . 2012-07-30. （原始内容存档于2012-07-31）.
9. ↑  . （原始内容存档于2012-10-18）.
10. ↑  . viva.co.id. 2013-01-30. （原始内容存档于2013-06-01）.
11. ↑  . okezone.com. Okezone Finance. 2013-02-09. （原始内容存档于2016-03-04）.